# Жизнін Станіслав Захарович
Станіслав Захарович Жизнін ((рос.)Жизнин Станислав Захарович) (нар. 3 січня 1945 Воронізька область) - російський дипломат, учений. Має дипломатичний ранг радника першого класу. Професор Міжнародного інституту енергетичної політики і дипломатії (МДІМВ МЗС РФ) і Російського державного університету нафти і газу ім. І. М. Губкина, де викладає навчальний курс "Енергетична дипломатія".
Володіє англійською, українською і французькою мовами. Автор першого в Росії підручника по енергетичній дипломатії : у 2007 році діловий журнал "Кар'єра" назвав С. З. Жизніна "батьком російської енергетичної дипломатії". Президент Центру енергетичної дипломатії і геополітики (ЦЕД).

## Освіта
- У 1969 році закінчив Харківський авіаційний інститут за фахом "інженер-електрик".
- У 1977 році закінчив Дипломатичну академію МЗС СРСР за фахом "економіст-міжнародник".
- У 2001 році став доктором економічних наук, захистивши дисертацію "Стратегічні інтереси Росії у світовій енергетиці"[3].

## Кар'єра
- З 1977 року працював у Генеральному консульстві СРСР в Сан-Франциско, а також в центральному апараті МЗС СРСР і МЗС РФ.

### Центр енергетичної дипломатії і геополітики
- Учений очолює Центр енергетичної дипломатії і геополітики (ЦЕД), чий авторський колектив за замовленням Міненерго Росії] підготував в 1993-2002 роках (у рамках розробки "Енергетичної стратегії Росії") ряд науково-дослідних робіт по зовнішній енергетичній політиці Росії і ряду проблем світової енергетичної політики.

На сайті організації вказано, що вона: 
веде свій початок з формування у кінці 1993 року групи експертів МЗС Росії, Міненерго Росії, Дипломатичній Академії МЗС Росії і ряду наукових центрів, для підготовки концептуальних матеріалів для зовнішньополітичного розділу проекту Енергетичної стратегії Росії. У наукових кругах ця стійка наукова група, беззмінним керівником якої є С. З. Жизнін, здобула популярність під назвою "артіль енергетичної дипломатії".

* Очолює Центр енергетичної дипломатії і геополітики (ЦЕД), чий авторський колектив за замовленням Міненерго Росії підготував в 1993-2002 роках (у рамках розробки "Енергетичної стратегії Росії") ряд науково-дослідних робіт по зовнішній енергетичній політиці Росії і ряду проблем світової енергетичної політики.
- У 2003 році ЦЕД під керівництвом С. З. Жизніна провів (за замовленням Спілки нафтогазопромисловців Росії) дослідження "Ірак: посткризовий період: перспективи для російського нафтогазового бізнесу".
- У 2004-2005 роках за замовленням ВАТ «Газпром» С. З. Жизнін і його колектив підготували аналітичну доповідь "Концептуальні матеріали до політики ВАТ "Газпром" на пострадянському просторі".

### Енергетична дипломатія
Станіславу Жизніну належить авторство терміну «енергетична дипломатія», який він ввів в ужиток в 1976 році  . Колеги вважають його "професіоналом, що пройшов школу вітчизняної дипломатичної служби і паралельно з тим, що зумів досягти найвищої наукової кваліфікації" .
Ученого називають архітектором російської енергетичної дипломатії .
У своїх виступах професор підкреслює, що енергетика є ключовий сектор будь-якої економіки; у 2006 році він говорив :
|  | В останнє десятиліття посилилася залежність споживачів від виробників і транзитних країн. Але, незважаючи на посилюючу конкуренцію за доступ до ресурсів, ми спостерігаємо тягу, що посилюється, до взаємодії, до пошуку компромісів, балансових інтересів на світовому і регіональному рівні |

## Книги

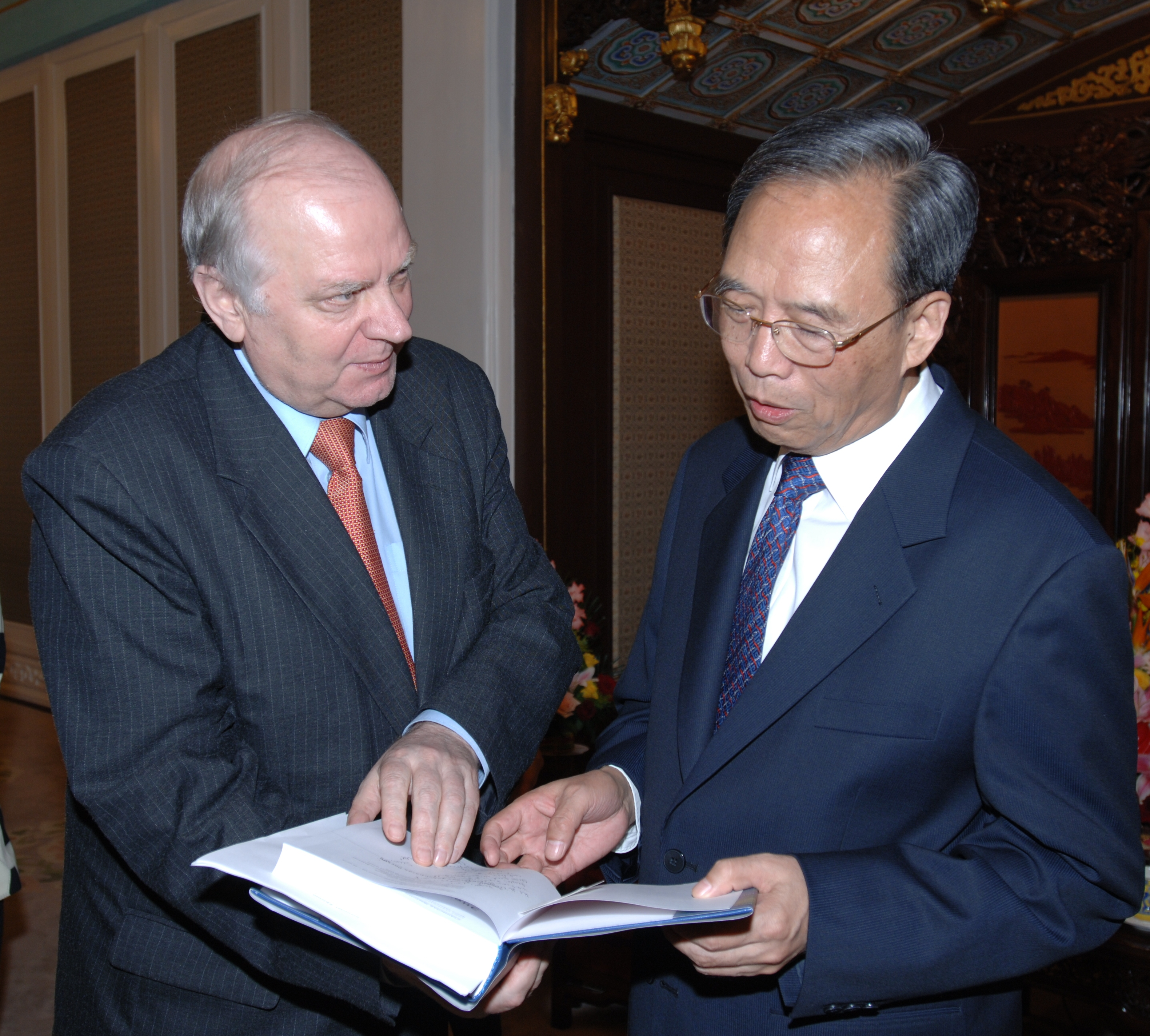
С. Жизнін вручає свою книгу віце-прем'єрові Держради КНР Цзену Пейянь
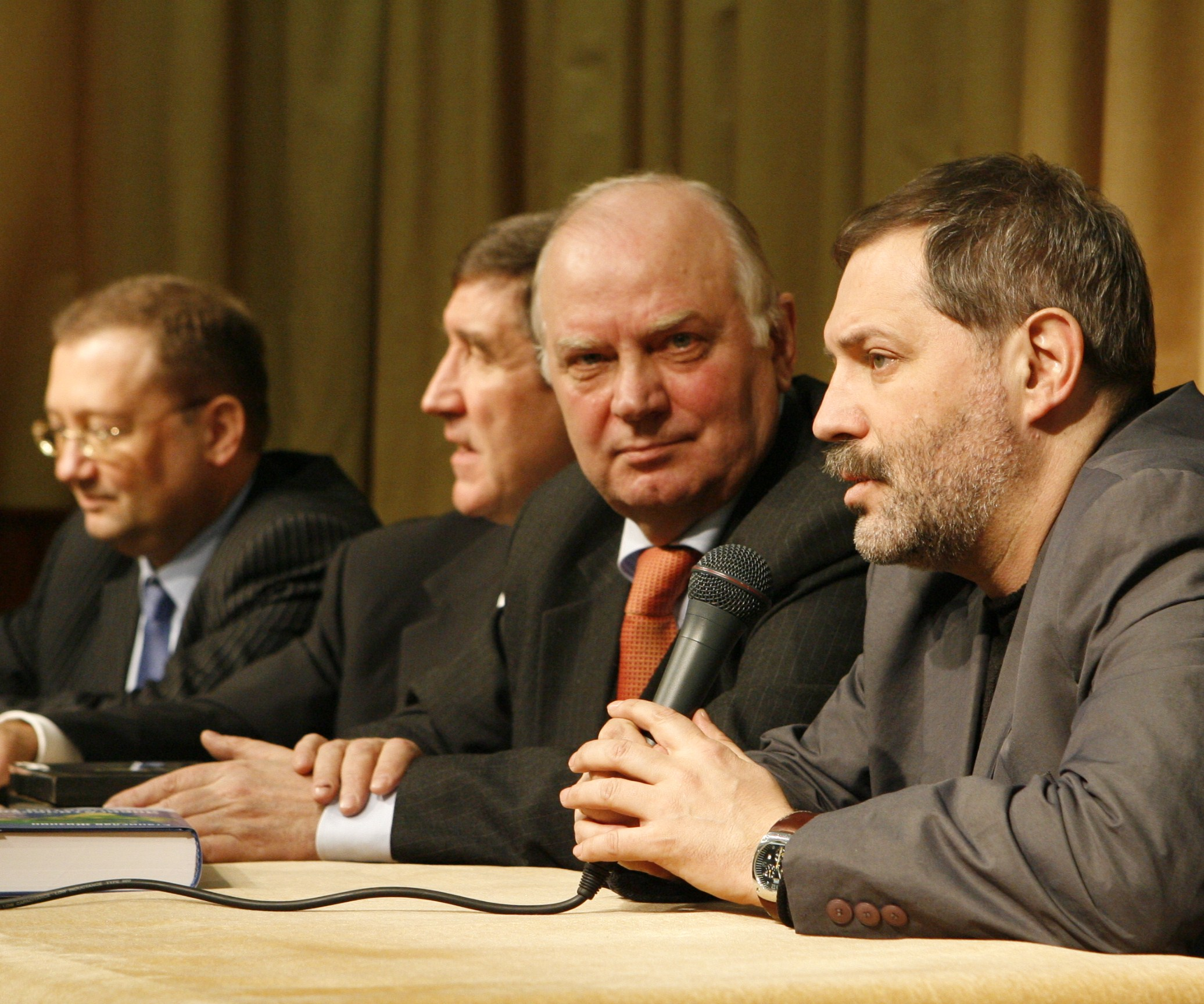
А. Яковенко, Ю. Шафраник, С. Жизнін (фас, в центрі) і М.Леонтьєв (справа) на презентації книги (2006)

- "Як стати бізнесменом" і "Як організувати свою справу"(у співавторстві з В. Крупновим)[10];
- монографія "Енергетична дипломатія: Росія і світ на рубежі 21 століття : баланс або конфлікт інтересів" (1999) ISBN 5-7671-0061-6;
- "Енергетична дипломатія" (2002), ISBN 5-9228-0089-2 [11]
- підручник "Основи енергетичної дипломатії" (2003), китайське видання цього підручника під назвою "Світова політика і енергетичні ресурси" (ISBN 7-5617-4213-4) опубліковане в 2005 році в Шанхаї;
- Жизнін також співавтор ряду колективних монографій по проблемах світової і російської енергетики і енергетичної політики.

### Енергетична дипломатія Росії: економіка, політика, практика
Найвідоміша книга Станіслава Жизніна - «Енергетична дипломатія Росії: економіка, політика, практика».
Представляючи його концептуальну роботу, яку в пресі називають "біблією енергодипломатії"  політолог і медіаідеолог Михайло Леонтьєв, помітив :
|  | Росія намагається вступити в глобальний світ, використовуючи енергетику, як основний для нас аргумент. Тобто використати її як в глобальній економіці, так і в глобальній політиці. |

"Незалежна газета" відмічала:
У книзі проаналізовані основні процеси у світовій і російській енергетиці, дана оцінка позицій Росії на міжнародних... ринках. Розкриваються геополітичні... основи формування енергетичної дипломатії, а також практичні аспекти стосунків Росії з провідними суб'єктами енергетичної політики на глобальному, регіональному і світовому рівнях.

- Енергетична дипломатія

1. 
2. 
3. 
4. 
5. 
6. 
7. 
8. 
9. 
10. 
11. 
12. 

- Жизнін Станіслав Захарович на сайте МГИМО [Архівовано 15 червня 2011 у Wayback Machine.]
- Рецензія на книгу С.Жизніна «Энергетическая дипломатия России» в журналі «Компания»[недоступне посилання з квітня 2019]
- Презентація книги С.Жизніна у щотижневику «Профіль»
- В условиях однополярного мира эффективное развитие единой газотранспортной системы приобретает особое значение, рассуждают Станислав Жизнин и «Независимая газета»[недоступне посилання з квітня 2019]
- Энергодипломатия сегодня. Изношенность фондов предопределяет интерес к энергосбережению [Архівовано 26 вересня 2015 у Wayback Machine.]
- В пошуках баланса інтересів[недоступне посилання з квітня 2019]
- Олена Антонова: Світська нафта [Архівовано 8 травня 2008 у Wayback Machine.]
- Публікації С.Жизніна в «Независимой газете»
- Інтерв'ю в «Московской правде» від 18 червня 2010 року
- (англ.) Інтерв'ю на Russia Today[недоступне посилання з квітня 2019]
- (англ.) Інтерв'ю С.Жизніна